# Sent Clar (Alta Garona)
Sent Clar de Ribèra (francès Saint-Clar-de-Rivière)és un municipi del departament francès de l'Alta Garona, a la regió d'Occitània.